# Mülgaustraße 170 (Mönchengladbach)

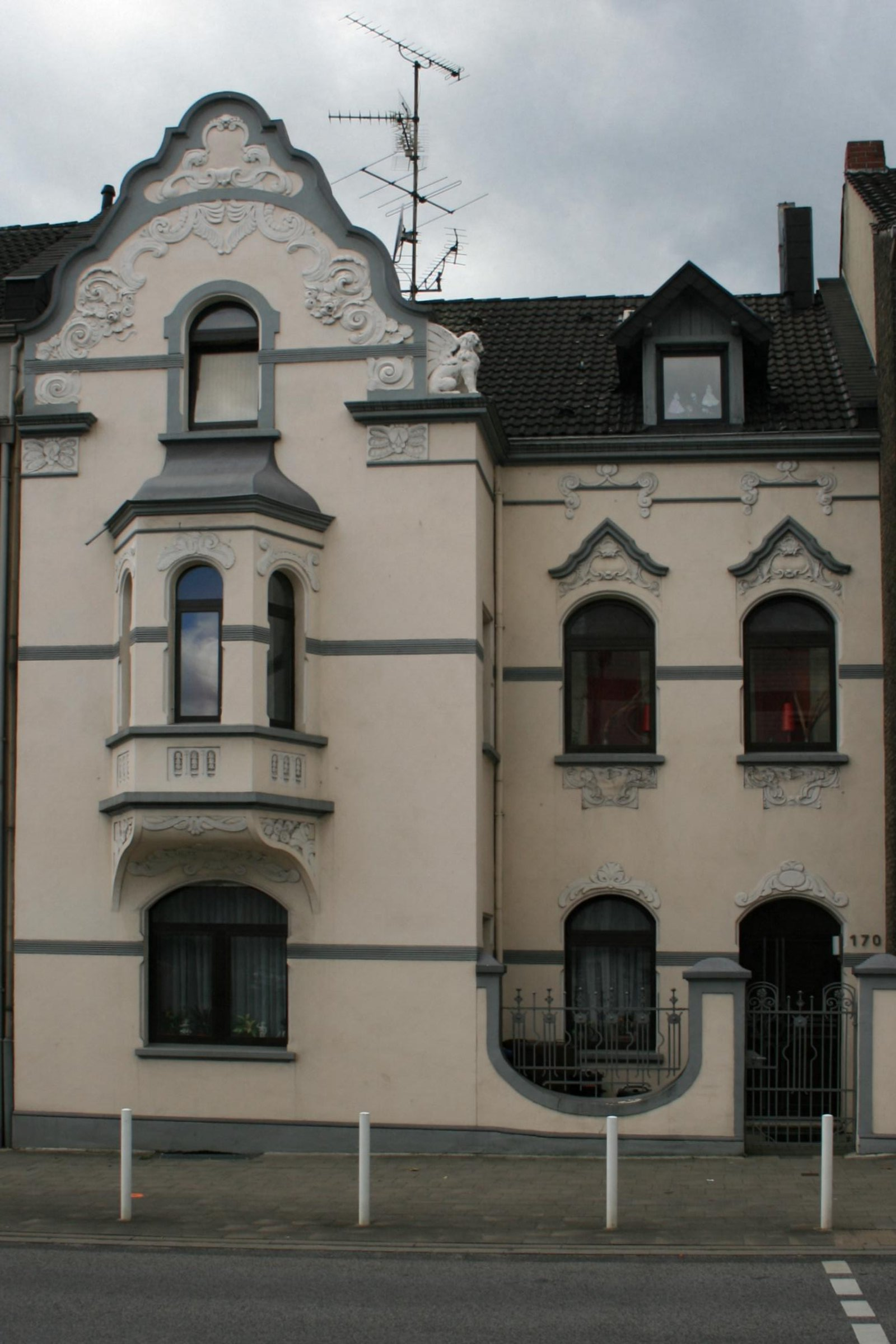
Wohnhaus (2010)

Das Wohnhaus Mülgaustraße 170 steht im Stadtteil Odenkirchen in Mönchengladbach (Nordrhein-Westfalen).
Das Gebäude wurde 1906 erbaut. Es wurde unter Nr. M 034 am 15. Dezember 1987 in die Denkmalliste der Stadt Mönchengladbach eingetragen.

## Lage
Die Mülgaustraße ist die Verlängerung der „Burgfreiheit“. Das Haus Nr. 170 dokumentiert nur noch partiell das ursprüngliche Aussehen der Straße.

## Architektur
Bei dem Objekt handelt es sich um ein zweigeschossiges Wohnhaus von drei Fensterachsen mit einem steilen Satteldach. Das Haus wurde 1906 erbaut. Das Objekt ist erhaltenswert als charakteristisches Bürgerwohnhaus des Historismus.